# The Fame
The Fame је први албум америчке кантауторке Лејди Гага, издат 19. август 2008. На њему се налазе хит песме Just Dance, Poker Face, LoveGame и Paparazzi.

## О албуму
Лејди Гага се 2008. преселила у Лос Анђелес како би завршила рад на првом албуму The Fame. Гага је изјавила да се, радећи на албуму, „удала“ за више различитих жанрова, од хеви метала до урбане музике. Почела је да ради са тимом названим House of Gaga, са којим сарађује око одеће, костима и сценских ефеката. Албум The Fame је добио углавном позитивне критике, а просечна оцена албума била је 71 од укупно 100 процената. Часопис Тајмс је описао албум као фантастичан микс балада Дејвида Боуија, драматичан албум инспирисан групом Квин и изузетно забавним песмама које наводе на плес. Први сингл са албума, Just Dance, објављен је 8. априла 2008. и достигао је прво место на музичким листама у седам земаља. Једна од ових земаља биле су Сједињене Америчке Државе, на чијим је радио–станицама Just Dance почео да се пушта у октобру, а 2009. достигао је број један, поставши тако њен први број један сингл у САД. Други сингл, Poker Face, објављен је 26. септембра 2008. и нашао се на првом месту листа у скоро двадесет земаља. Poker Face је постао њен други број један сингл на листи магазина Билборд. Албум The Fame нашао се на првом месту листа албума у Аустрији, Уједињеном Краљевству, Канади и Ирској, и четвртом у Аустралији. Како би радили на њеној промоцији у Америци, House of Gaga организовао је њену прву концертну турнеју са америчком крупом Њу кидс он д блок, која такође снима за Интерскоуп. Гага је с њима на турнеји провела два месеца, октобар и новембар 2008. године. Са њима је снимила и дует Big Girl Now, који се нашао на њеном албуму као бонус песма. У октобру 2008. The Fame је објављен у САД и дебитовао је на 17. месту Билборд хот 100, и у првој недељи продато је 24.000 примерака, а касније је доспео на четврто место. Широм света албум се продао у 2,3 милиона примерака.
Дана 5. децембра 2008, Би-Би-Си прогласио је Гагу певачицом која највише обећава. Она је такође потврдила да ће наступити као предгрупа Пусикет долс на њиховој турнеји, током концерата у Европи и Океанији. Турнеја је почела 18. јануара у Абердину, Шкотска, а завршила се 30. маја у Перту, Аустралија. Тада је и њен први сингл Just Dance био номинован за Греми за најбољу денс песму, али ипак није освојио награду. Дана 18. фебруара 2009, Гага, певач групе Килерс и група Пет шоп бојс извели су медли разних песама на додели Брит награда. Дана 20. фебруара 2009, часопис Хуликју њуз објавио је да је Гага донирала велики број карата за сваки наступ у САД и Канади током њене турнеје The Fame Ball Tour, како би финансијски подржала неколико основних школа у Лос Анђелесу, као и да ће неколико њених обожавалаца имати прилику да је упозна. Прва северноамеричка турнеја Лејди Гаге, The Fame Ball Tour, почела је 12. марта 2009. са похвалама критичара. Пре почетка турнеје, Гага је својим обожаваоцима обећала незаборавно искуство. Такође, њен наступ на турнеји са Пусикет долс је био добро прихваћен и многи критичари су тврдили како је Гага засенила Пусикет долс. Ускоро је објавила и нови сингл, LoveGame, чији је музички спот био бојкотован на неколико телевизијских канала који су одбили да га прикажу због експлицитног сексуалног садржаја. Гага је позирала за насловну страну часописа Ролинг стоун носећи само хаљину од пластичних мехурића. У јуну 2009. открила је да планира да организује турнеју заједно са Кањем Вестом. Наступила је на додели награда Мачмјузик, и освојила награду за најбољи спот једног иностраног извођача за свој спот Poker Face. Дана 26. јуна наступала је на фестивалу у Гластонберију, а у медијима су се појавиле спекулације да је наступила под утицајем алкохола, будући да се следећег дана није појавила на наступу групе Тејк дет. Касније је потврђено да је пропустила наступ јер се није осећала добро. Касније је ипак потврдила да ће наступати са групом током последњих дана на њиховој турнеји.

## Списак песама
1. - 4:01
2. - 3:31
3. - 3:28
4. - 3:57
5. - 2:55
6. - 2:52
7. - 3:42
8. - 3:06
9. - 3:37
10. - 3:20
11. - 4:23
12. - 4:02
13. - 3:23
14. -4:13
15. - 3:41
16. - 3:04